# Denis Reul
Denis Reul (* 29. Juni 1989 in Marktredwitz) ist ein deutscher Eishockeyspieler, der zuletzt bis zum Ende der Saison 2024/25 bei den Augsburger Panthern aus der Deutschen Eishockey Liga (DEL) unter Vertrag gestanden und dort auf der Position des Verteidigers gespielt hat. Reul war zwischen 2009 und 2024 für die Adler Mannheim aktiv und ab 2021 deren Mannschaftskapitän. Mit dem Team gewann er in den Jahren 2015 und 2019 die Deutsche Meisterschaft.

## Karriere

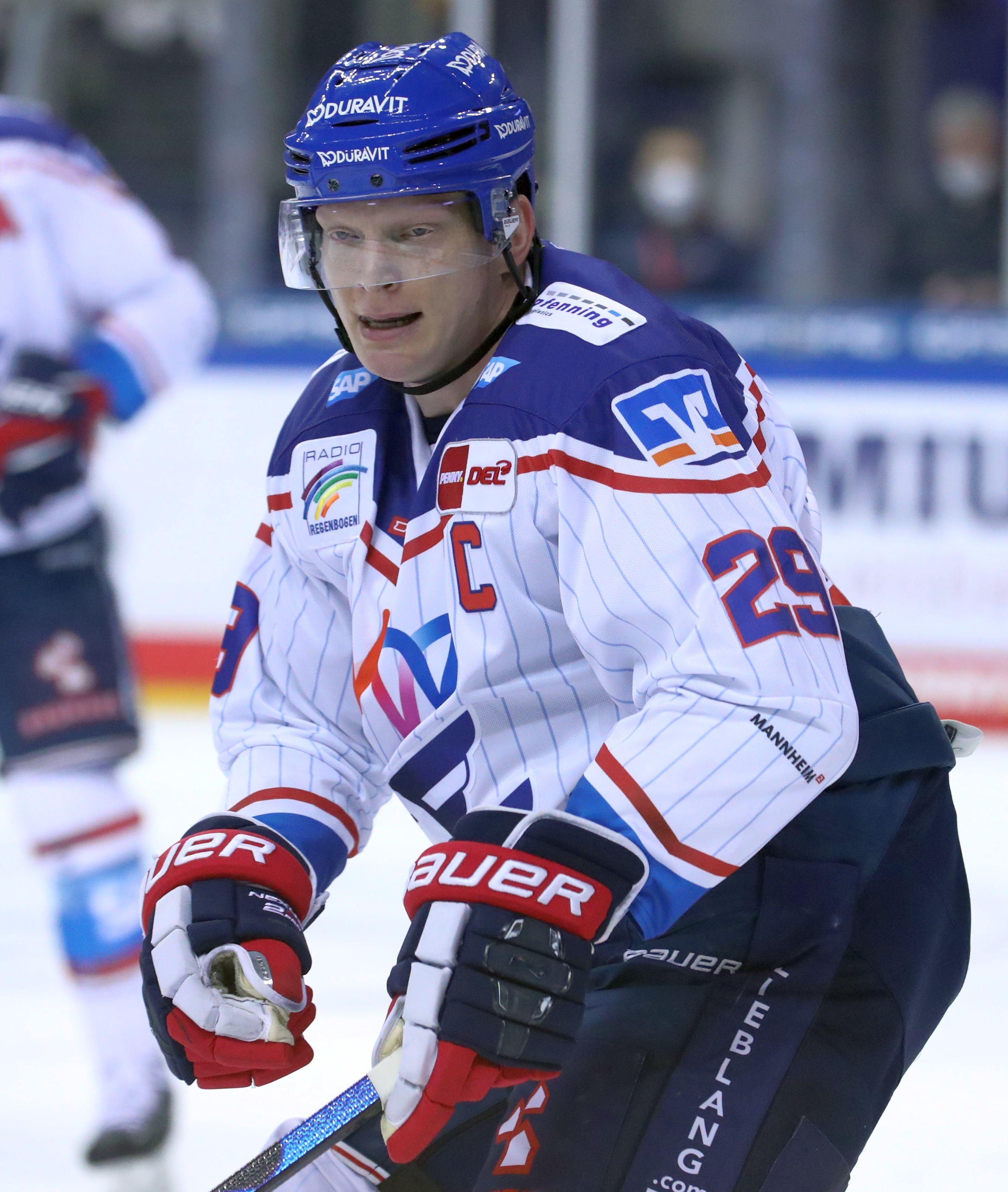
Reul im Trikot der Adler Mannheim (2021)

Reul begann seine Karriere 2004 bei den Jungadler Mannheim in der Deutschen Nachwuchsliga (DNL). In drei Jahren gewann er mit seinem Team zwei Meisterschaften. In der Saison 2006/07 spielte der Verteidiger auch 16 Spiele für die Heilbronner Falken in der Oberliga. Anschließend wählten ihn die Lewiston MAINEiacs an 15. Stelle im CHL Import Draft 2007 aus. Im NHL Entry Draft 2007 sicherten sich die Boston Bruins aus der National Hockey League (NHL) in der fünften Runde an 130. Stelle die Rechte an Reul.
Zur Saison 2007/08 wechselte er zunächst in die Juniorenliga Ligue de hockey junior majeur du Québec (LHJMQ) zu den MAINEiacs. In der Schlussphase der Saison 2008/09 gab Reul sein Profidebüt für die Providence Bruins, dem Farmteam der Boston Bruins, in der American Hockey League (AHL). Zur Saison 2009/10 kehrte der Rechtsschütze nach Mannheim zurück, wo er mit einer Förderlizenz ausgestattet wurde und somit erneut auch für die Heilbronner Falken in der 2. Bundesliga spielberechtigt war.
In der Saison 2014/15 erreichte er mit den Adlern den ersten Tabellenplatz nach der regulären Saison und gewann in den anschließenden Playoffs die Deutsche Meisterschaft, was er in der Spielzeit 2018/19 wiederholen konnte, nachdem die Adler die Hauptrunde wieder als Tabellenerster abschließen konnten. Er selbst steuerte bei der Meisterschaft 2019 in 14 Playoff-Spielen sechs Scorerpunkte bei und wies mit +13 die beste Plus/Minus-Bilanz aller Spieler auf. Vor dem Spieljahr 2021/22 wurde Reul zum Mannschaftskapitän der Adler ernannt und bekleidete dieses Amt insgesamt drei Spielzeiten lang.
Nach der Saison 2023/24 wurde der Vertrag des Abwehrspielers nach insgesamt 15 Jahren im Verein nicht verlängert, der daraufhin im Mai 2024 zum Ligakonkurrenten Augsburger Panther wechselte. Vor dem Beginn der Spielzeit 2024/25 wurde er auch dort zum Mannschaftskapitän ernannt.

### International
Reul nahm mit der deutschen U18-Auswahl an den Weltmeisterschaften der Jahre 2006 und 2007 in der Top-Division teil. Mit der deutschen U20 nahm er an der Junioren-Weltmeisterschaft 2009 ebenfalls in der Top-Division teil.
In der Spielzeit 2009/10 debütierte Reul in der deutschen A-Nationalmannschaft, mit der er an den Weltmeisterschaften 2011, 2012, 2014, 2016, 2017 und 2019 teilnahm. Insgesamt absolvierte der Abwehrspieler, der zudem sechsmal am Deutschland Cup teilnahm, 37 WM-Spiele.

## Erfolge und Auszeichnungen
| - 2005 DNL-Meister mit den Jungadler Mannheim - 2006 DNL-Meister mit den Jungadler Mannheim - 2012 Deutscher Vizemeister mit den Adler Mannheim | - 2015 Deutscher Meister mit den Adler Mannheim - 2019 Deutscher Meister mit den Adler Mannheim |

## Karrierestatistik
Stand: Ende der Saison 2024/25

### International
Vertrat Deutschland bei:
| - World U-17 Hockey Challenge 2006 - U18-Junioren-Weltmeisterschaft 2006 - U18-Junioren-Weltmeisterschaft 2007 - U20-Junioren-Weltmeisterschaft 2009 - Weltmeisterschaft 2011 | - Weltmeisterschaft 2012 - Weltmeisterschaft 2014 - Weltmeisterschaft 2016 - Weltmeisterschaft 2017 - Weltmeisterschaft 2019 |

(Legende zur Spielerstatistik: Sp oder GP = absolvierte Spiele; T oder G = erzielte Tore; V oder A = erzielte Assists; Pkt oder Pts = erzielte Scorerpunkte; SM oder PIM = erhaltene Strafminuten; +/− = Plus/Minus-Bilanz; PP = erzielte Überzahltore; SH = erzielte Unterzahltore; GW = erzielte Siegtore; 1 Play-downs/Relegation; Kursiv: Statistik nicht vollständig)